# Janet Reeves
Janet Reeves est une photographe américaine, lauréate du prix Pulitzer 2000.

## Biographie
Elle travaille pour le Rocky Mountain News de Denver au sein de l'équipe de photographes avec qui elle remporte le prix Pulitzer en 2000 pour sa, selon les termes de la commission Pulitzer, « puissante série d'émouvantes photos prises après la fusillade d'étudiants à Columbine ».